# شئوگانج
شئوگانج (به انگلیسی: Sheoganj) یک منطقهٔ مسکونی در هند است که در بخش سیروهی واقع شده‌است. شئوگانج ۲۴٬۷۸۵ نفر جمعیت دارد و ۲۶۰ متر بالاتر از سطح دریا واقع شده‌است.